# Turkmenistan al Turkvision Song Contest
Il Turkmenistan ha partecipato a 1 edizione, a partire dal 2014. Si ritira l'anno dopo.

## Partecipazioni
- Primo posto
- Secondo posto
- Terzo posto
- Ultimo posto

| Anno                                     | Artista          | Canzone                | Posizione | Punti | Note  |
| ---------------------------------------- | ---------------- | ---------------------- | --------- | ----- | ----- |
| Nessuna partecipazione nel 2013.         |                  |                        |           |       |       |
| 2014                                     | Züleyha Kakayeva | Shikga-Shikga bilerzik | 5         | 192   | [ 1 ] |
| Nessuna partecipazione dal 2015 al 2020. |                  |                        |           |       |       |